# Tour du lac Qinghai 2015
La 14e édition du Tour du lac Qinghai a eu lieu du 5 au 18 juillet 2015. La course fait partie du calendrier UCI Asia Tour 2015 en catégorie 2.HC.
L'épreuve a été remportée par le Croate Radoslav Rogina (Adria Mobil) trois secondes devant l'Iranien Hossein Alizadeh (RTS-Santic Racing) et 41 sur le Colombien Francisco Colorado (Ningxia Sports Lottery-Focus).
Le Slovène Marko Kump (Adria Mobil), vainqueur des première, deuxième, sixième, neuvième et douzième étapes, s'adjuge le classement par points tandis que Colorado gagne celui de la montagne. Alizadeh finit quant à lui meilleur coureur asiatique, la formation ukrainienne Kolss-BDC meilleure équipe et celle de Chine Beijing Yanqing Innova celle de meilleure asiatique.

## Présentation

### Équipes
Classé en catégorie 2.HC de l'UCI Asia Tour, le Tour du lac Qinghai est par conséquent ouvert aux WorldTeams dans la limite de 70 % des équipes participantes, aux équipes continentales professionnelles, aux équipes continentales chinoises et à une équipe nationale chinoise.
Vingt-deux équipes participent à ce Tour du lac Qinghai - une WorldTeam, trois équipes continentales professionnelles et dix-huit équipes continentales :
| UCI WorldTeam   | UCI WorldTeam | UCI WorldTeam |
| Nom de l'équipe | Pays          | Code          |
| --------------- | ------------- | ------------- |
| Lampre-Merida   | Italie        | LAM           |

| Équipes continentales professionnelles | Équipes continentales professionnelles | Équipes continentales professionnelles |
| Nom de l'équipe                        | Pays                                   | Code                                   |
| -------------------------------------- | -------------------------------------- | -------------------------------------- |
| Nippo-Vini Fantini                     | Italie                                 | NIP                                    |
| RusVelo                                | Russie                                 | RVL                                    |
| Southeast                              | Italie                                 | STH                                    |

| Équipes continentales           | Équipes continentales | Équipes continentales |
| Nom de l'équipe                 | Pays                  | Code                  |
| ------------------------------- | --------------------- | --------------------- |
| Adria Mobil                     | Slovénie              | ADR                   |
| Amore & Vita-Selle SMP          | Ukraine               | AMO                   |
| Airgas-Safeway                  | États-Unis            | AIR                   |
| Beijing Yanqing Innova          | Chine                 | IAT                   |
| Bike Aid                        | Allemagne             | BAI                   |
| China Continental of Gansu Bank | Chine                 | GTQ                   |
| China Hainan Yindongli-Wildto   | Chine                 | YDL                   |
| CK Banská Bystrica              | Slovaquie             | CKB                   |
| HKSI                            | Hong Kong             | HKS                   |
| Kolss-BDC                       | Ukraine               | KLS                   |
| Lupus Racing                    | États-Unis            | LRT                   |
| Meridiana Kamen                 | Croatie               | MKT                   |
| Navitas Satalyst Racing         | Australie             | NSR                   |
| Ningxia Sports Lottery-Focus    | Chine                 | NFC                   |
| Parkhotel Valkenburg            | Pays-Bas              | PVC                   |
| Qinghai Tianyoude               | Chine                 | TYD                   |
| RTS-Santic Racing               | Taipei chinois        | RTS                   |
| Synergy Baku Project            | Azerbaïdjan           | BCP                   |

### Primes
Les vingt prix sont attribués suivant le barème de l'UCI,. Le total général des prix distribués est de 84 330 €.
| Position           | 1er      | 2e      | 3e      | 4e      | 5e      | 6e      | 7e    | 8e    | 9e    | 10e à 20e |
| Classement général | 11 000 € | 5 500 € | 3 500 € | 2 000 € | 1 300 € | 1 000 € | 850 € | 800 € | 570 € | 320 €     |
| Par étape          | 3 615 €  | 1 805 € | 905 €   | 455 €   | 365 €   | 269 €   | 269 € | 180 € | 180 € | 92 €      |

## Étapes
| Étape     | Date       | Villes étapes          |                           | Distance (km)    | Vainqueur d’étape  | Leader du classement général |
| --------- | ---------- | ---------------------- | ------------------------- | ---------------- | ------------------ | ---------------------------- |
| 1re étape | 5 juillet  | Xining - Xining        | Étape de plaine           | 121              | Marko Kump         | Marko Kump                   |
| 2e étape  | 6 juillet  | Duoba - Datong         | Étape de plaine           | 188              | Marko Kump         | Marko Kump                   |
| 3e étape  | 7 juillet  | Xining - Lac Qinghai   | Étape de moyenne montagne | 148              | Oleksandr Polivoda | Oleksandr Polivoda           |
| 4e étape  | 8 juillet  | Lac Qinghai - Gangcha  | Étape de plaine           | 185              | Ivan Savitskiy     | Oleksandr Polivoda           |
| 5e étape  | 9 juillet  | Xihaizhen - Gonghe     | Étape de moyenne montagne | 133              | Primož Roglič      | Hossein Alizadeh             |
| 6e étape  | 10 juillet | Gonghe - Guide         | Étape de moyenne montagne | 138              | Marko Kump         | Hossein Alizadeh             |
| 7e étape  | 11 juillet | Guide - Xunhua         | Étape de moyenne montagne | 190              | Ilia Koshevoy      | Hossein Alizadeh             |
| 8e étape  | 12 juillet | Xunhua - Linxia        | Étape vallonnée           | 126              | Mattia Gavazzi     | Hossein Alizadeh             |
| 9e étape  | 13 juillet | Linxia - Dingxi        | Étape vallonnée           | 206              | Marko Kump         | Hossein Alizadeh             |
|           | 14 juillet |                        | Jour de repos             | Journée de repos | Journée de repos   | Journée de repos             |
| 10e étape | 15 juillet | Tianshui - Tianshui    | Étape de plaine           | 100              | Mattia Gavazzi     | Radoslav Rogina              |
| 11e étape | 16 juillet | Tianshui - Pingliang   | Étape vallonnée           | 240              | Mattia Gavazzi     | Radoslav Rogina              |
| 12e étape | 17 juillet | Zhongwei - Zhongwei    | Étape de plaine           | 120              | Marko Kump         | Radoslav Rogina              |
| 13e étape | 18 juillet | Shuidonggou - Yinchuan | Étape de plaine           | 135              | Mattia Gavazzi     | Radoslav Rogina              |

## Déroulement de la course

### 1reétape
| Classement de l'étape | Classement de l'étape | Classement de l'étape | Classement de l'étape  | Classement de l'étape |
|                       | Coureur               | Pays                  | Équipe                 | Temps                 |
| --------------------- | --------------------- | --------------------- | ---------------------- | --------------------- |
| 1er                   | Marko Kump            | Slovénie              | Adria Mobil            | en 2 h 29 min 3 s     |
| 2e                    | Mattia Gavazzi        | Italie                | Amore & Vita-Selle SMP | m.t                   |
| 3e                    | Marco Zanotti         | Italie                | Parkhotel Valkenburg   | m.t                   |
| 4e                    | Jakub Mareczko        | Italie                | Southeast              | m.t                   |
| 5e                    | Ivan Savitskiy        | Russie                | RusVelo                | m.t                   |
| 6e                    | Ioánnis Tamourídis    | Grèce                 | Synergy Baku Project   | m.t                   |
| 7e                    | Nicolas Marini        | Italie                | Nippo-Vini Fantini     | m.t                   |
| 8e                    | Andriy Kulyk          | Ukraine               | Kolss-BDC              | m.t                   |
| 9e                    | Liam Bertazzo         | Italie                | Southeast              | m.t                   |
| 10e                   | Evan Murphy           | États-Unis            | Lupus Racing           | m.t                   |
| modifier              |                       |                       |                        |                       |

| Classement général | Classement général | Classement général | Classement général     | Classement général |
|                    | Coureur            | Pays               | Équipe                 | Temps              |
| ------------------ | ------------------ | ------------------ | ---------------------- | ------------------ |
| 1er                | Marko Kump         | Slovénie           | Adria Mobil            | en 2 h 28 min 53 s |
| 2e                 | Mattia Gavazzi     | Italie             | Amore & Vita-Selle SMP | + 4 s              |
| 3e                 | Marco Zanotti      | Italie             | Parkhotel Valkenburg   | + 6 s              |
| 4e                 | Luca Wackermann    | Italie             | Southeast              | + 7 s              |
| 5e                 | Andriy Vasylyuk    | Ukraine            | Kolss-BDC              | + 7 s              |
| 6e                 | Thomas Vaubourzeix | France             | Lupus Racing           | + 7 s              |
| 7e                 | Nick Jowsey        | Nouvelle-Zélande   | Lupus Racing           | + 8 s              |
| 8e                 | Connor McCutcheon  | États-Unis         | Airgas-Safeway         | + 9 s              |
| 9e                 | Jakub Mareczko     | Italie             | Southeast              | + 10 s             |
| 10e                | Ivan Savitskiy     | Russie             | RusVelo                | + 10 s             |
| modifier           |                    |                    |                        |                    |

### 2eétape
| Classement de l'étape | Classement de l'étape | Classement de l'étape | Classement de l'étape  | Classement de l'étape |
|                       | Coureur               | Pays                  | Équipe                 | Temps                 |
| --------------------- | --------------------- | --------------------- | ---------------------- | --------------------- |
| 1er                   | Marko Kump            | Slovénie              | Adria Mobil            | en 4 h 26 min 27 s    |
| 2e                    | Andriy Kulyk          | Ukraine               | Kolss-BDC              | m.t                   |
| 3e                    | Mattia Gavazzi        | Italie                | Amore & Vita-Selle SMP | m.t                   |
| 4e                    | Tino Thömel           | Allemagne             | RTS-Santic Racing      | m.t                   |
| 5e                    | Antonio Viola         | Italie                | Nippo-Vini Fantini     | m.t                   |
| 6e                    | Jakub Mareczko        | Italie                | Southeast              | m.t                   |
| 7e                    | Marco Zanotti         | Italie                | Parkhotel Valkenburg   | m.t                   |
| 8e                    | Ivan Savitskiy        | Russie                | RusVelo                | m.t                   |
| 9e                    | Eugenio Bani          | Italie                | Amore & Vita-Selle SMP | m.t                   |
| 10e                   | Evan Murphy           | États-Unis            | Lupus Racing           | m.t                   |
| modifier              |                       |                       |                        |                       |

| Classement général | Classement général | Classement général | Classement général           | Classement général |
|                    | Coureur            | Pays               | Équipe                       | Temps              |
| ------------------ | ------------------ | ------------------ | ---------------------------- | ------------------ |
| 1er                | Marko Kump         | Slovénie           | Adria Mobil                  | en 6 h 55 min 10 s |
| 2e                 | Mattia Gavazzi     | Italie             | Amore & Vita-Selle SMP       | + 10 s             |
| 3e                 | Winston David      | États-Unis         | Lupus Racing                 | + 13 s             |
| 4e                 | Andriy Kulyk       | Ukraine            | Kolss-BDC                    | + 14 s             |
| 5e                 | Xue Ming Xing      | Chine              | Ningxia Sports Lottery-Focus | + 14 s             |
| 6e                 | Marco Zanotti      | Italie             | Parkhotel Valkenburg         | + 16 s             |
| 7e                 | Andriy Vasylyuk    | Ukraine            | Kolss-BDC                    | + 17 s             |
| 8e                 | Luca Wackermann    | Italie             | Southeast                    | + 17 s             |
| 9e                 | Thomas Vaubourzeix | France             | Lupus Racing                 | + 17 s             |
| 10e                | Qiao Feng          | Chine              | Ningxia Sports Lottery-Focus | + 18 s             |
| modifier           |                    |                    |                              |                    |

### 3eétape
| Classement de l'étape | Classement de l'étape | Classement de l'étape | Classement de l'étape        | Classement de l'étape |
|                       | Coureur               | Pays                  | Équipe                       | Temps                 |
| --------------------- | --------------------- | --------------------- | ---------------------------- | --------------------- |
| 1er                   | Oleksandr Polivoda    | Ukraine               | Kolss-BDC                    | en 3 h 21 min 50 s    |
| 2e                    | Luca Wackermann       | Italie                | Southeast                    | + 0 s                 |
| 3e                    | Radoslav Rogina       | Croatie               | Adria Mobil                  | + 3 s                 |
| 4e                    | Mattia Pozzo          | Italie                | Nippo-Vini Fantini           | + 3 s                 |
| 5e                    | Andriy Vasylyuk       | Ukraine               | Kolss-BDC                    | + 3 s                 |
| 6e                    | Matteo Busato         | Italie                | Southeast                    | + 3 s                 |
| 7e                    | Francisco Colorado    | Colombie              | Ningxia Sports Lottery-Focus | + 3 s                 |
| 8e                    | Thomas Vaubourzeix    | France                | Lupus Racing                 | + 3 s                 |
| 9e                    | Hossein Alizadeh      | Iran                  | RTS-Santic Racing            | + 3 s                 |
| 10e                   | Matthieu Jeannès      | France                | Lupus Racing                 | + 14 s                |
| modifier              |                       |                       |                              |                       |

| Classement général | Classement général | Classement général | Classement général           | Classement général  |
|                    | Coureur            | Pays               | Équipe                       | Temps               |
| ------------------ | ------------------ | ------------------ | ---------------------------- | ------------------- |
| 1er                | Oleksandr Polivoda | Ukraine            | Kolss-BDC                    | en 10 h 17 min 10 s |
| 2e                 | Luca Wackermann    | Italie             | Southeast                    | + 1 s               |
| 3e                 | Radoslav Rogina    | Croatie            | Adria Mobil                  | + 9 s               |
| 4e                 | Andriy Vasylyuk    | Ukraine            | Kolss-BDC                    | + 10 s              |
| 5e                 | Hossein Alizadeh   | Iran               | RTS-Santic Racing            | + 10 s              |
| 6e                 | Thomas Vaubourzeix | France             | Lupus Racing                 | + 10 s              |
| 7e                 | Mattia Pozzo       | Italie             | Nippo-Vini Fantini           | + 10 s              |
| 8e                 | Francisco Colorado | Colombie           | Ningxia Sports Lottery-Focus | + 11 s              |
| 9e                 | Matteo Busato      | Italie             | Southeast                    | + 13 s              |
| 10e                | Matthieu Jeannès   | France             | Lupus Racing                 | + 24 s              |
| modifier           |                    |                    |                              |                     |

### 4eétape
| Classement de l'étape | Classement de l'étape | Classement de l'étape | Classement de l'étape | Classement de l'étape |
|                       | Coureur               | Pays                  | Équipe                | Temps                 |
| --------------------- | --------------------- | --------------------- | --------------------- | --------------------- |
| 1er                   | Ivan Savitskiy        | Russie                | RusVelo               | en 4 h 33 min 57 s    |
| 2e                    | Mykhailo Kononenko    | Ukraine               | Kolss-BDC             | + 2 s                 |
| 3e                    | Marko Kump            | Slovénie              | Adria Mobil           | + 7 s                 |
| 4e                    | Matej Mugerli         | Slovénie              | Synergy Baku Project  | + 7 s                 |
| 5e                    | Hossein Alizadeh      | Iran                  | RTS-Santic Racing     | + 7 s                 |
| 6e                    | Oleksandr Polivoda    | Ukraine               | Kolss-BDC             | + 7 s                 |
| 7e                    | Radoslav Rogina       | Croatie               | Adria Mobil           | + 7 s                 |
| 8e                    | Luca Wackermann       | Italie                | Southeast             | + 7 s                 |
| 9e                    | Ilia Koshevoy         | Biélorussie           | Lampre-Merida         | + 7 s                 |
| 10e                   | Marco Zanotti         | Italie                | Parkhotel Valkenburg  | + 7 s                 |
| modifier              |                       |                       |                       |                       |

| Classement général | Classement général | Classement général | Classement général           | Classement général  |
|                    | Coureur            | Pays               | Équipe                       | Temps               |
| ------------------ | ------------------ | ------------------ | ---------------------------- | ------------------- |
| 1er                | Oleksandr Polivoda | Ukraine            | Kolss-BDC                    | en 14 h 51 min 14 s |
| 2e                 | Luca Wackermann    | Italie             | Southeast                    | + 1 s               |
| 3e                 | Radoslav Rogina    | Croatie            | Adria Mobil                  | + 9 s               |
| 4e                 | Andriy Vasylyuk    | Ukraine            | Kolss-BDC                    | + 10 s              |
| 5e                 | Hossein Alizadeh   | Iran               | RTS-Santic Racing            | + 10 s              |
| 6e                 | Thomas Vaubourzeix | France             | Lupus Racing                 | + 10 s              |
| 7e                 | Mattia Pozzo       | Italie             | Nippo-Vini Fantini           | + 10 s              |
| 8e                 | Matteo Busato      | Italie             | Southeast                    | + 17 s              |
| 9e                 | Francisco Colorado | Colombie           | Ningxia Sports Lottery-Focus | + 42 s              |
| 10e                | Ivan Savitskiy     | Russie             | RusVelo                      | + 1 min 1 s         |
| modifier           |                    |                    |                              |                     |

### 5eétape
| Classement de l'étape | Classement de l'étape | Classement de l'étape | Classement de l'étape        | Classement de l'étape |
|                       | Coureur               | Pays                  | Équipe                       | Temps                 |
| --------------------- | --------------------- | --------------------- | ---------------------------- | --------------------- |
| 1er                   | Primož Roglič         | Slovénie              | Adria Mobil                  | en 2 h 57 min 53 s    |
| 2e                    | Hossein Alizadeh      | Iran                  | RTS-Santic Racing            | + 2 s                 |
| 3e                    | Francisco Colorado    | Colombie              | Ningxia Sports Lottery-Focus | + 2 s                 |
| 4e                    | Radoslav Rogina       | Croatie               | Adria Mobil                  | + 2 s                 |
| 5e                    | Matteo Busato         | Italie                | Southeast                    | + 2 min 21 s          |
| 6e                    | Oleksandr Polivoda    | Ukraine               | Kolss-BDC                    | + 2 min 21 s          |
| 7e                    | Matej Mugerli         | Slovénie              | Synergy Baku Project         | + 2 min 32 s          |
| 8e                    | Sergiy Lagkuti        | Ukraine               | Kolss-BDC                    | + 2 min 36 s          |
| 9e                    | Giorgio Cecchinel     | Italie                | Southeast                    | + 2 min 36 s          |
| 10e                   | Ilia Koshevoy         | Biélorussie           | Lampre-Merida                | + 2 min 40 s          |
| modifier              |                       |                       |                              |                       |

| Classement général | Classement général | Classement général | Classement général           | Classement général  |
|                    | Coureur            | Pays               | Équipe                       | Temps               |
| ------------------ | ------------------ | ------------------ | ---------------------------- | ------------------- |
| 1er                | Hossein Alizadeh   | Iran               | RTS-Santic Racing            | en 17 h 49 min 13 s |
| 2e                 | Radoslav Rogina    | Croatie            | Adria Mobil                  | + 5 s               |
| 3e                 | Francisco Colorado | Colombie           | Ningxia Sports Lottery-Focus | + 34 s              |
| 4e                 | Primož Roglič      | Slovénie           | Adria Mobil                  | + 1 min 33 s        |
| 5e                 | Oleksandr Polivoda | Ukraine            | Kolss-BDC                    | + 2 min 15 s        |
| 6e                 | Matteo Busato      | Italie             | Southeast                    | + 2 min 32 s        |
| 7e                 | Andriy Vasylyuk    | Ukraine            | Kolss-BDC                    | + 2 min 42 s        |
| 8e                 | Thomas Vaubourzeix | France             | Lupus Racing                 | + 2 min 54 s        |
| 9e                 | Matej Mugerli      | Slovénie           | Synergy Baku Project         | + 3 min 36 s        |
| 10e                | Ivan Savitskiy     | Russie             | RusVelo                      | + 3 min 43 s        |
| modifier           |                    |                    |                              |                     |

### 6eétape
| Classement de l'étape | Classement de l'étape | Classement de l'étape | Classement de l'étape  | Classement de l'étape |
|                       | Coureur               | Pays                  | Équipe                 | Temps                 |
| --------------------- | --------------------- | --------------------- | ---------------------- | --------------------- |
| 1er                   | Marko Kump            | Slovénie              | Adria Mobil            | en 3 h 13 min 6 s     |
| 2e                    | Liam Bertazzo         | Italie                | Southeast              | m.t                   |
| 3e                    | Ivan Savitskiy        | Russie                | RusVelo                | m.t                   |
| 4e                    | Luca Wackermann       | Italie                | Southeast              | m.t                   |
| 5e                    | Mykhailo Kononenko    | Ukraine               | Kolss-BDC              | m.t                   |
| 6e                    | Mattia Pozzo          | Italie                | Nippo-Vini Fantini     | m.t                   |
| 7e                    | Thomas Vaubourzeix    | France                | Lupus Racing           | m.t                   |
| 8e                    | Ioánnis Tamourídis    | Grèce                 | Synergy Baku Project   | m.t                   |
| 9e                    | Hossein Alizadeh      | Iran                  | RTS-Santic Racing      | m.t                   |
| 10e                   | Uri Martins           | Mexique               | Amore & Vita-Selle SMP | m.t                   |
| modifier              |                       |                       |                        |                       |

| Classement général | Classement général | Classement général | Classement général           | Classement général |
|                    | Coureur            | Pays               | Équipe                       | Temps              |
| ------------------ | ------------------ | ------------------ | ---------------------------- | ------------------ |
| 1er                | Hossein Alizadeh   | Iran               | RTS-Santic Racing            | en 21 h 2 min 19 s |
| 2e                 | Radoslav Rogina    | Croatie            | Adria Mobil                  | + 5 s              |
| 3e                 | Francisco Colorado | Colombie           | Ningxia Sports Lottery-Focus | + 34 s             |
| 4e                 | Primož Roglič      | Slovénie           | Adria Mobil                  | + 1 min 33 s       |
| 5e                 | Oleksandr Polivoda | Ukraine            | Kolss-BDC                    | + 2 min 15 s       |
| 6e                 | Matteo Busato      | Italie             | Southeast                    | + 2 min 32 s       |
| 7e                 | Andriy Vasylyuk    | Ukraine            | Kolss-BDC                    | + 2 min 42 s       |
| 8e                 | Thomas Vaubourzeix | France             | Lupus Racing                 | + 2 min 51 s       |
| 9e                 | Matej Mugerli      | Slovénie           | Synergy Baku Project         | + 3 min 36 s       |
| 10e                | Ivan Savitskiy     | Russie             | RusVelo                      | + 3 min 39 s       |
| modifier           |                    |                    |                              |                    |

### 7eétape
| Classement de l'étape | Classement de l'étape | Classement de l'étape | Classement de l'étape           | Classement de l'étape |
|                       | Coureur               | Pays                  | Équipe                          | Temps                 |
| --------------------- | --------------------- | --------------------- | ------------------------------- | --------------------- |
| 1er                   | Ilia Koshevoy         | Biélorussie           | Lampre-Merida                   | en 5 h 9 min 13 s     |
| 2e                    | Mykhailo Kononenko    | Ukraine               | Kolss-BDC                       | + 55 s                |
| 3e                    | Matej Mugerli         | Slovénie              | Synergy Baku Project            | + 55 s                |
| 4e                    | Radoslav Rogina       | Croatie               | Adria Mobil                     | + 55 s                |
| 5e                    | Connor McCutcheon     | États-Unis            | Airgas-Safeway                  | + 55 s                |
| 6e                    | Matteo Busato         | Italie                | Southeast                       | + 55 s                |
| 7e                    | Hossein Alizadeh      | Iran                  | RTS-Santic Racing               | + 55 s                |
| 8e                    | Norberto Wilches      | Colombie              | Qinghai Tianyoude               | + 55 s                |
| 9e                    | Uri Martins           | Mexique               | Amore & Vita-Selle SMP          | + 55 s                |
| 10e                   | Jiao Pengda           | Chine                 | China Continental of Gansu Bank | + 55 s                |
| modifier              |                       |                       |                                 |                       |

| Classement général | Classement général | Classement général | Classement général           | Classement général  |
|                    | Coureur            | Pays               | Équipe                       | Temps               |
| ------------------ | ------------------ | ------------------ | ---------------------------- | ------------------- |
| 1er                | Hossein Alizadeh   | Iran               | RTS-Santic Racing            | en 26 h 12 min 23 s |
| 2e                 | Radoslav Rogina    | Croatie            | Adria Mobil                  | + 3 s               |
| 3e                 | Francisco Colorado | Colombie           | Ningxia Sports Lottery-Focus | + 37 s              |
| 4e                 | Primož Roglič      | Slovénie           | Adria Mobil                  | + 1 min 37 s        |
| 5e                 | Oleksandr Polivoda | Ukraine            | Kolss-BDC                    | + 2 min 19 s        |
| 6e                 | Matteo Busato      | Italie             | Southeast                    | + 2 min 36 s        |
| 7e                 | Andriy Vasylyuk    | Ukraine            | Kolss-BDC                    | + 2 min 46 s        |
| 8e                 | Thomas Vaubourzeix | France             | Lupus Racing                 | + 2 min 55 s        |
| 9e                 | Matej Mugerli      | Slovénie           | Synergy Baku Project         | + 3 min 36 s        |
| 10e                | Sergiy Lagkuti     | Ukraine            | Kolss-BDC                    | + 4 min 19 s        |
| modifier           |                    |                    |                              |                     |

### 8eétape
| Classement de l'étape | Classement de l'étape | Classement de l'étape | Classement de l'étape  | Classement de l'étape |
|                       | Coureur               | Pays                  | Équipe                 | Temps                 |
| --------------------- | --------------------- | --------------------- | ---------------------- | --------------------- |
| 1er                   | Mattia Gavazzi        | Italie                | Amore & Vita-Selle SMP | en 2 h 55 min 28 s    |
| 2e                    | Marko Kump            | Slovénie              | Adria Mobil            | m.t                   |
| 3e                    | Ivan Savitskiy        | Russie                | RusVelo                | m.t                   |
| 4e                    | Liam Bertazzo         | Italie                | Southeast              | m.t                   |
| 5e                    | Meron Amanuel         | Érythrée              | Bike Aid               | m.t                   |
| 6e                    | Mykhailo Kononenko    | Ukraine               | Kolss-BDC              | m.t                   |
| 7e                    | Antonio Viola         | Italie                | Nippo-Vini Fantini     | m.t                   |
| 8e                    | Ioánnis Tamourídis    | Grèce                 | Synergy Baku Project   | m.t                   |
| 9e                    | Marco Zanotti         | Italie                | Parkhotel Valkenburg   | m.t                   |
| 10e                   | Igor Boev             | Russie                | RusVelo                | m.t                   |
| modifier              |                       |                       |                        |                       |

| Classement général | Classement général  | Classement général | Classement général           | Classement général |
|                    | Coureur             | Pays               | Équipe                       | Temps              |
| ------------------ | ------------------- | ------------------ | ---------------------------- | ------------------ |
| 1er                | Hossein Alizadeh    | Iran               | RTS-Santic Racing            | en 29 h 7 min 51 s |
| 2e                 | Radoslav Rogina     | Croatie            | Adria Mobil                  | + 3 s              |
| 3e                 | Francisco Colorado  | Colombie           | Ningxia Sports Lottery-Focus | + 37 s             |
| 4e                 | Primož Roglič       | Slovénie           | Adria Mobil                  | + 1 min 37 s       |
| 5e                 | Oleksandr Polivoda  | Ukraine            | Kolss-BDC                    | + 2 min 19 s       |
| 6e                 | Matteo Busato       | Italie             | Southeast                    | + 2 min 36 s       |
| 7e                 | Andriy Vasylyuk     | Ukraine            | Kolss-BDC                    | + 2 min 46 s       |
| 8e                 | Thomas Vaubourzeix  | France             | Lupus Racing                 | + 2 min 55 s       |
| 9e                 | Matej Mugerli       | Slovénie           | Synergy Baku Project         | + 3 min 33 s       |
| 10e                | Emanuel Kišerlovski | Croatie            | Meridiana Kamen              | + 4 min 35 s       |
| modifier           |                     |                    |                              |                    |

### 9eétape
| Classement de l'étape | Classement de l'étape | Classement de l'étape | Classement de l'étape           | Classement de l'étape |
|                       | Coureur               | Pays                  | Équipe                          | Temps                 |
| --------------------- | --------------------- | --------------------- | ------------------------------- | --------------------- |
| 1er                   | Marko Kump            | Slovénie              | Adria Mobil                     | en 4 h 36 min 31 s    |
| 2e                    | Andriy Kulyk          | Ukraine               | Kolss-BDC                       | m.t                   |
| 3e                    | Marco Zanotti         | Italie                | Parkhotel Valkenburg            | m.t                   |
| 4e                    | Liam Bertazzo         | Italie                | Southeast                       | m.t                   |
| 5e                    | Antonio Viola         | Italie                | Nippo-Vini Fantini              | m.t                   |
| 6e                    | Ioánnis Tamourídis    | Grèce                 | Synergy Baku Project            | m.t                   |
| 7e                    | Ivan Savitskiy        | Russie                | RusVelo                         | m.t                   |
| 8e                    | Maksym Averin         | Azerbaïdjan           | Synergy Baku Project            | m.t                   |
| 9e                    | Joschka Beck          | Allemagne             | Bike Aid                        | m.t                   |
| 10e                   | Volodymyr Dyudya      | Ukraine               | China Continental of Gansu Bank | m.t                   |
| modifier              |                       |                       |                                 |                       |

| Classement général | Classement général | Classement général | Classement général           | Classement général  |
|                    | Coureur            | Pays               | Équipe                       | Temps               |
| ------------------ | ------------------ | ------------------ | ---------------------------- | ------------------- |
| 1er                | Radoslav Rogina    | Croatie            | Adria Mobil                  | en 33 h 44 min 21 s |
| 2e                 | Hossein Alizadeh   | Iran               | RTS-Santic Racing            | + 2 s               |
| 3e                 | Francisco Colorado | Colombie           | Ningxia Sports Lottery-Focus | + 38 s              |
| 4e                 | Primož Roglič      | Slovénie           | Adria Mobil                  | + 1 min 35 s        |
| 5e                 | Oleksandr Polivoda | Ukraine            | Kolss-BDC                    | + 2 min 20 s        |
| 6e                 | Matteo Busato      | Italie             | Southeast                    | + 2 min 37 s        |
| 7e                 | Andriy Vasylyuk    | Ukraine            | Kolss-BDC                    | + 2 min 47 s        |
| 8e                 | Thomas Vaubourzeix | France             | Lupus Racing                 | + 2 min 56 s        |
| 9e                 | Matej Mugerli      | Slovénie           | Synergy Baku Project         | + 3 min 34 s        |
| 10e                | Tsgabu Grmay       | Éthiopie           | Lampre-Merida                | + 4 min 34 s        |
| modifier           |                    |                    |                              |                     |

### 10eétape
| Classement de l'étape | Classement de l'étape | Classement de l'étape | Classement de l'étape  | Classement de l'étape |
|                       | Coureur               | Pays                  | Équipe                 | Temps                 |
| --------------------- | --------------------- | --------------------- | ---------------------- | --------------------- |
| 1er                   | Mattia Gavazzi        | Italie                | Amore & Vita-Selle SMP | en 1 h 58 min 11 s    |
| 2e                    | Boris Shpilevsky      | Russie                | RTS-Santic Racing      | m.t                   |
| 3e                    | Andriy Kulyk          | Ukraine               | Kolss-BDC              | m.t                   |
| 4e                    | Marko Kump            | Slovénie              | Adria Mobil            | m.t                   |
| 5e                    | Marco Zanotti         | Italie                | Parkhotel Valkenburg   | m.t                   |
| 6e                    | Liam Bertazzo         | Italie                | Southeast              | m.t                   |
| 7e                    | Ioánnis Tamourídis    | Grèce                 | Synergy Baku Project   | m.t                   |
| 8e                    | Antonio Viola         | Italie                | Nippo-Vini Fantini     | m.t                   |
| 9e                    | Matej Mugerli         | Slovénie              | Synergy Baku Project   | m.t                   |
| 10e                   | Mekseb Debesay        | Érythrée              | Bike Aid               | m.t                   |
| modifier              |                       |                       |                        |                       |

| Classement général | Classement général | Classement général | Classement général           | Classement général  |
|                    | Coureur            | Pays               | Équipe                       | Temps               |
| ------------------ | ------------------ | ------------------ | ---------------------------- | ------------------- |
| 1er                | Radoslav Rogina    | Croatie            | Adria Mobil                  | en 35 h 42 min 30 s |
| 2e                 | Hossein Alizadeh   | Iran               | RTS-Santic Racing            | + 2 s               |
| 3e                 | Francisco Colorado | Colombie           | Ningxia Sports Lottery-Focus | + 40 s              |
| 4e                 | Primož Roglič      | Slovénie           | Adria Mobil                  | + 1 min 37 s        |
| 5e                 | Oleksandr Polivoda | Ukraine            | Kolss-BDC                    | + 2 min 22 s        |
| 6e                 | Matteo Busato      | Italie             | Southeast                    | + 2 min 38 s        |
| 7e                 | Andriy Vasylyuk    | Ukraine            | Kolss-BDC                    | + 2 min 49 s        |
| 8e                 | Thomas Vaubourzeix | France             | Lupus Racing                 | + 2 min 58 s        |
| 9e                 | Matej Mugerli      | Slovénie           | Synergy Baku Project         | + 3 min 36 s        |
| 10e                | Tsgabu Grmay       | Éthiopie           | Lampre-Merida                | + 4 min 36 s        |
| modifier           |                    |                    |                              |                     |

### 11eétape
| Classement de l'étape | Classement de l'étape | Classement de l'étape | Classement de l'étape  | Classement de l'étape |
|                       | Coureur               | Pays                  | Équipe                 | Temps                 |
| --------------------- | --------------------- | --------------------- | ---------------------- | --------------------- |
| 1er                   | Mattia Gavazzi        | Italie                | Amore & Vita-Selle SMP | en 5 h 43 min 52 s    |
| 2e                    | Marko Kump            | Slovénie              | Adria Mobil            | m.t                   |
| 3e                    | Marco Zanotti         | Italie                | Parkhotel Valkenburg   | m.t                   |
| 4e                    | Ivan Savitskiy        | Russie                | RusVelo                | m.t                   |
| 5e                    | Liam Bertazzo         | Italie                | Southeast              | m.t                   |
| 6e                    | Mykhailo Kononenko    | Ukraine               | Kolss-BDC              | m.t                   |
| 7e                    | Evan Murphy           | États-Unis            | Lupus Racing           | m.t                   |
| 8e                    | Maksym Averin         | Azerbaïdjan           | Synergy Baku Project   | m.t                   |
| 9e                    | Luka Pibernik         | Slovénie              | Lampre-Merida          | m.t                   |
| 10e                   | Ioánnis Tamourídis    | Grèce                 | Synergy Baku Project   | m.t                   |
| modifier              |                       |                       |                        |                       |

| Classement général | Classement général | Classement général | Classement général           | Classement général  |
|                    | Coureur            | Pays               | Équipe                       | Temps               |
| ------------------ | ------------------ | ------------------ | ---------------------------- | ------------------- |
| 1er                | Radoslav Rogina    | Croatie            | Adria Mobil                  | en 42 h 26 min 21 s |
| 2e                 | Hossein Alizadeh   | Iran               | RTS-Santic Racing            | + 3 s               |
| 3e                 | Francisco Colorado | Colombie           | Ningxia Sports Lottery-Focus | + 41 s              |
| 4e                 | Primož Roglič      | Slovénie           | Adria Mobil                  | + 1 min 38 s        |
| 5e                 | Oleksandr Polivoda | Ukraine            | Kolss-BDC                    | + 2 min 23 s        |
| 6e                 | Matteo Busato      | Italie             | Southeast                    | + 2 min 39 s        |
| 7e                 | Andriy Vasylyuk    | Ukraine            | Kolss-BDC                    | + 2 min 50 s        |
| 8e                 | Thomas Vaubourzeix | France             | Lupus Racing                 | + 2 min 59 s        |
| 9e                 | Matej Mugerli      | Slovénie           | Synergy Baku Project         | + 3 min 37 s        |
| 10e                | Tsgabu Grmay       | Éthiopie           | Lampre-Merida                | + 4 min 37 s        |
| modifier           |                    |                    |                              |                     |

### 12eétape
| Classement de l'étape | Classement de l'étape | Classement de l'étape | Classement de l'étape  | Classement de l'étape |
|                       | Coureur               | Pays                  | Équipe                 | Temps                 |
| --------------------- | --------------------- | --------------------- | ---------------------- | --------------------- |
| 1er                   | Marko Kump            | Slovénie              | Adria Mobil            | en 2 h 33 min 15 s    |
| 2e                    | Marco Zanotti         | Italie                | Parkhotel Valkenburg   | m.t                   |
| 3e                    | Liam Bertazzo         | Italie                | Southeast              | m.t                   |
| 4e                    | Mattia Gavazzi        | Italie                | Amore & Vita-Selle SMP | m.t                   |
| 5e                    | Antonio Viola         | Italie                | Nippo-Vini Fantini     | m.t                   |
| 6e                    | Ivan Savitskiy        | Russie                | RusVelo                | m.t                   |
| 7e                    | Ioánnis Tamourídis    | Grèce                 | Synergy Baku Project   | m.t                   |
| 8e                    | Andriy Kulyk          | Ukraine               | Kolss-BDC              | m.t                   |
| 9e                    | Mekseb Debesay        | Érythrée              | Bike Aid               | m.t                   |
| 10e                   | Mykhailo Kononenko    | Ukraine               | Kolss-BDC              | m.t                   |
| modifier              |                       |                       |                        |                       |

| Classement général | Classement général | Classement général | Classement général           | Classement général  |
|                    | Coureur            | Pays               | Équipe                       | Temps               |
| ------------------ | ------------------ | ------------------ | ---------------------------- | ------------------- |
| 1er                | Radoslav Rogina    | Croatie            | Adria Mobil                  | en 43 h 59 min 36 s |
| 2e                 | Hossein Alizadeh   | Iran               | RTS-Santic Racing            | + 3 s               |
| 3e                 | Francisco Colorado | Colombie           | Ningxia Sports Lottery-Focus | + 41 s              |
| 4e                 | Primož Roglič      | Slovénie           | Adria Mobil                  | + 1 min 38 s        |
| 5e                 | Oleksandr Polivoda | Ukraine            | Kolss-BDC                    | + 2 min 23 s        |
| 6e                 | Matteo Busato      | Italie             | Southeast                    | + 2 min 39 s        |
| 7e                 | Andriy Vasylyuk    | Ukraine            | Kolss-BDC                    | + 2 min 50 s        |
| 8e                 | Thomas Vaubourzeix | France             | Lupus Racing                 | + 2 min 59 s        |
| 9e                 | Matej Mugerli      | Slovénie           | Synergy Baku Project         | + 3 min 37 s        |
| 10e                | Tsgabu Grmay       | Éthiopie           | Lampre-Merida                | + 4 min 37 s        |
| modifier           |                    |                    |                              |                     |

### 13eétape
| Classement de l'étape | Classement de l'étape | Classement de l'étape | Classement de l'étape        | Classement de l'étape |
|                       | Coureur               | Pays                  | Équipe                       | Temps                 |
| --------------------- | --------------------- | --------------------- | ---------------------------- | --------------------- |
| 1er                   | Mattia Gavazzi        | Italie                | Amore & Vita-Selle SMP       | en 2 h 54 min 2 s     |
| 2e                    | Marko Kump            | Slovénie              | Adria Mobil                  | m.t                   |
| 3e                    | Mykhailo Kononenko    | Ukraine               | Kolss-BDC                    | m.t                   |
| 4e                    | Liam Bertazzo         | Italie                | Southeast                    | m.t                   |
| 5e                    | Marco Zanotti         | Italie                | Parkhotel Valkenburg         | m.t                   |
| 6e                    | Andriy Kulyk          | Ukraine               | Kolss-BDC                    | m.t                   |
| 7e                    | Mekseb Debesay        | Érythrée              | Bike Aid                     | m.t                   |
| 8e                    | Ivan Savitskiy        | Russie                | RusVelo                      | m.t                   |
| 9e                    | Ioánnis Tamourídis    | Grèce                 | Synergy Baku Project         | m.t                   |
| 10e                   | Qiao Feng             | Chine                 | Ningxia Sports Lottery-Focus | m.t                   |
| modifier              |                       |                       |                              |                       |

## Classements finals

### Classement général final
| Classement général final | Classement général final | Classement général final | Classement général final     | Classement général final |
|                          | Coureur                  | Pays                     | Équipe                       | Temps                    |
| ------------------------ | ------------------------ | ------------------------ | ---------------------------- | ------------------------ |
| 1er                      | Radoslav Rogina          | Croatie                  | Adria Mobil                  | en 46 h 53 min 38 s      |
| 2e                       | Hossein Alizadeh         | Iran                     | RTS-Santic Racing            | + 3 s                    |
| 3e                       | Francisco Colorado       | Colombie                 | Ningxia Sports Lottery-Focus | + 41 s                   |
| 4e                       | Primož Roglič            | Slovénie                 | Adria Mobil                  | + 1 min 38 s             |
| 5e                       | Oleksandr Polivoda       | Ukraine                  | Kolss-BDC                    | + 2 min 23 s             |
| 6e                       | Matteo Busato            | Italie                   | Southeast                    | + 2 min 39 s             |
| 7e                       | Andriy Vasylyuk          | Ukraine                  | Kolss-BDC                    | + 2 min 50 s             |
| 8e                       | Thomas Vaubourzeix       | France                   | Lupus Racing                 | + 2 min 59 s             |
| 9e                       | Matej Mugerli            | Slovénie                 | Synergy Baku Project         | + 3 min 30 s             |
| 10e                      | Tsgabu Grmay             | Éthiopie                 | Lampre-Merida                | + 4 min 37 s             |
| modifier                 |                          |                          |                              |                          |

### Classements annexes
| Classement par points | Classement par points | Classement par points | Classement par points  | Classement par points |
| --------------------- | --------------------- | --------------------- | ---------------------- | --------------------- |
|                       | Coureur               | Pays                  | Équipe                 | Point(s)              |
| 1er                   | Marko Kump            | Slovénie              | Adria Mobil            | 163 points            |
| 2e                    | Marco Zanotti         | Italie                | Parkhotel Valkenburg   | 106 pts               |
| 3e                    | Mattia Gavazzi        | Italie                | Amore & Vita-Selle SMP | 103 pts               |
| modifier              |                       |                       |                        |                       |

| Classement de la montagne | Classement de la montagne | Classement de la montagne | Classement de la montagne    | Classement de la montagne |
| ------------------------- | ------------------------- | ------------------------- | ---------------------------- | ------------------------- |
|                           | Coureur                   | Pays                      | Équipe                       | Point(s)                  |
| 1er                       | Francisco Colorado        | Colombie                  | Ningxia Sports Lottery-Focus | 24 points                 |
| 2e                        | Juan Pablo Wilches        | Colombie                  | Qinghai Tianyoude            | 18 pts                    |
| 3e                        | Primož Roglič             | Slovénie                  | Adria Mobil                  | 14 pts                    |
| modifier                  |                           |                           |                              |                           |

| Classement du meilleur Asiatique | Classement du meilleur Asiatique | Classement du meilleur Asiatique | Classement du meilleur Asiatique | Classement du meilleur Asiatique |
|                                  | Coureur                          | Pays                             | Équipe                           | Temps                            |
| -------------------------------- | -------------------------------- | -------------------------------- | -------------------------------- | -------------------------------- |
| 1er                              | Hossein Alizadeh                 | Iran                             | RTS-Santic Racing                | en 46 h 53 min 51 s              |
| 2e                               | Abdullojon Akparov               | Ouzbékistan                      | Beijing Yanqing Innova           | + 9 min 31 s                     |
| 3e                               | Jiao Pengda                      | Chine                            | China Continental of Gansu Bank  | + 11 min 9 s                     |
| modifier                         |                                  |                                  |                                  |                                  |

| Classement par équipes | Classement par équipes | Classement par équipes | Classement par équipes |
|                        | Équipe                 | Pays                   | Temps                  |
| ---------------------- | ---------------------- | ---------------------- | ---------------------- |
| 1re                    | Kolss-BDC              | Ukraine                | en 140 h 50 min 13 s   |
| 2e                     | Adria Mobil            | Slovénie               | + 7 min 29 s           |
| 3e                     | RTS-Santic Racing      | Taipei chinois         | + 10 min 56 s          |
| modifier               |                        |                        |                        |

| \| Classement par équipes asiatiques[1] \| Classement par équipes asiatiques[1] \| Classement par équipes asiatiques[1] \| Classement par équipes asiatiques[1] \| \| \| Équipe \| Pays \| Temps \| \| ------------------------------------ \| ------------------------------------ \| ------------------------------------ \| ------------------------------------ \| \| 1re \| Beijing Yanqing Innova \| Chine \| en 141 h 34 min 20 s \| \| 2e \| Ningxia Sports Lottery-Focus \| Chine \| + 1 h 8 min 47 s \| \| 3e \| HKSI \| Hong Kong \| + 1 h 49 min 37 s \| \| modifier \| \| \| \| |                              |           |                      |
| Classement par équipes asiatiques |                              |           |                      |
| | Équipe                       | Pays      | Temps                |
| 1re | Beijing Yanqing Innova       | Chine     | en 141 h 34 min 20 s |
| 2e | Ningxia Sports Lottery-Focus | Chine     | + 1 h 8 min 47 s     |
| 3e | HKSI                         | Hong Kong | + 1 h 49 min 37 s    |
| modifier |                              |           |                      |

### UCI Asia Tour
Ce Tour du lac Qinghai attribue des points pour l'UCI Asia Tour 2015, par équipes seulement aux coureurs des équipes continentales professionnelles et continentales, individuellement à tous les coureurs sauf ceux faisant partie d'une équipe ayant un label WorldTeam.
| Position,          | 1er | 2e | 3e | 4e | 5e | 6e | 7e | 8e | 9e | 10e | 11e | 12e | 13e | 14e | 15e |
| Classement général | 100 | 70 | 40 | 30 | 25 | 20 | 15 | 10 | 9  | 8   | 7   | 6   | 5   | 4   | 3   |
| Par étape          | 20  | 14 | 8  | 7  | 6  | 5  | 4  | 2  |    |     |     |     |     |     |     |
| Leader, par étape  | 10  |    |    |    |    |    |    |    |    |     |     |     |     |     |     |

| Cycliste            | Équipe                       | Général | Étape | Leader | Total |
| ------------------- | ---------------------------- | ------- | ----- | ------ | ----- |
| Marko Kump          | Adria Mobil                  | -       | 157   | 20     | 177   |
| Radoslav Rogina     | Adria Mobil                  | 100     | 26    | 30     | 156   |
| Hossein Alizadeh    | RTS-Santic Racing            | 70      | 24    | 50     | 144   |
| Mattia Gavazzi      | Amore & Vita-Selle SMP       | -       | 109   | -      | 109   |
| Oleksandr Polivoda  | Kolss-BDC                    | 25      | 30    | 20     | 75    |
| Ivan Savitskiy      | RusVelo                      | -       | 62    | -      | 62    |
| Mykhailo Kononenko  | Kolss-BDC                    | 3       | 52    | -      | 55    |
| Liam Bertazzo       | Southeast                    | -       | 54    | -      | 54    |
| Marco Zanotti       | Parkhotel Valkenburg         | -       | 54    | -      | 54    |
| Francisco Colorado  | Ningxia Sports Lottery-Focus | 40      | 12    | -      | 52    |
| Primož Roglič       | Adria Mobil                  | 30      | 20    | -      | 50    |
| Andriy Kulyk        | Kolss-BDC                    | -       | 45    | -      | 45    |
| Matteo Busato       | Southeast                    | 20      | 16    | -      | 36    |
| Matej Mugerli       | Synergy Baku Project         | 9       | 19    | -      | 28    |
| Antonio Viola       | Nippo-Vini Fantini           | -       | 24    | -      | 24    |
| Luca Wackermann     | Southeast                    | -       | 23    | -      | 23    |
| Ioánnis Tamourídis  | Synergy Baku Project         | -       | 22    | -      | 22    |
| Andriy Vasylyuk     | Kolss-BDC                    | 15      | 6     | -      | 21    |
| Thomas Vaubourzeix  | Lupus Racing                 | 10      | 6     | -      | 16    |
| Boris Shpilevsky    | RTS-Santic Racing            | -       | 14    | -      | 14    |
| Jakub Mareczko      | Southeast                    | -       | 12    | -      | 12    |
| Mattia Pozzo        | Nippo-Vini Fantini           | -       | 12    | -      | 12    |
| Emanuel Kišerlovski | Meridiana Kamen              | 7       | -     | -      | 7     |
| Tino Thömel         | RTS-Santic Racing            | -       | 7     | -      | 7     |
| Meron Amanuel       | Bike Aid                     | -       | 6     | -      | 6     |
| Giorgio Cecchinel   | Southeast                    | 6       | -     | -      | 6     |
| Connor McCutcheon   | Airgas-Safeway               | -       | 6     | -      | 6     |
| Maksym Averin       | Synergy Baku Project         | -       | 4     | -      | 4     |
| Mekseb Debesay      | Bike Aid                     | -       | 4     | -      | 4     |
| Nicolas Marini      | Nippo-Vini Fantini           | -       | 4     | -      | 4     |
| Evan Murphy         | Lupus Racing                 | -       | 4     | -      | 4     |
| Mario Alberto Rojas | RTS-Santic Racing            | 4       | -     | -      | 4     |
| Sergiy Lagkuti      | Kolss-BDC                    | -       | 2     | -      | 2     |
| Norberto Wilches    | Qinghai Tianyoude            | -       | 2     | -      | 2     |

## Évolution des classements
| Étape              | Vainqueur          | Classement général | Classement par points | Classement de la montagne | Classement du meilleur Asiatique | Classement par équipes | Classement par équipes asiatiques |
| ------------------ | ------------------ | ------------------ | --------------------- | ------------------------- | -------------------------------- | ---------------------- | --------------------------------- |
| 1                  | Marko Kump         | Marko Kump         | Marko Kump            | Non décerné               | Qiao Feng                        | Synergy Baku Project   | Ningxia Sports Lottery-Focus      |
| 2                  | Marko Kump         | Marko Kump         | Marko Kump            | Non décerné               | Xue Ming Xing                    | Amore & Vita-Selle SMP | Ningxia Sports Lottery-Focus      |
| 3                  | Oleksandr Polivoda | Oleksandr Polivoda | Marko Kump            | Francisco Colorado        | Hossein Alizadeh                 | Southeast              | Beijing Yanqing Innova            |
| 4                  | Ivan Savitskiy     | Oleksandr Polivoda | Marko Kump            | Francisco Colorado        | Hossein Alizadeh                 | Kolss-BDC              | Beijing Yanqing Innova            |
| 5                  | Primož Roglič      | Hossein Alizadeh   | Marko Kump            | Francisco Colorado        | Hossein Alizadeh                 | Kolss-BDC              | Beijing Yanqing Innova            |
| 6                  | Marko Kump         | Hossein Alizadeh   | Marko Kump            | Francisco Colorado        | Hossein Alizadeh                 | Kolss-BDC              | Beijing Yanqing Innova            |
| 7                  | Ilia Koshevoy      | Hossein Alizadeh   | Marko Kump            | Francisco Colorado        | Hossein Alizadeh                 | Kolss-BDC              | Beijing Yanqing Innova            |
| 8                  | Mattia Gavazzi     | Hossein Alizadeh   | Marko Kump            | Francisco Colorado        | Hossein Alizadeh                 | Kolss-BDC              | Beijing Yanqing Innova            |
| 9                  | Marko Kump         | Hossein Alizadeh   | Marko Kump            | Francisco Colorado        | Hossein Alizadeh                 | Kolss-BDC              | Beijing Yanqing Innova            |
| 10                 | Mattia Gavazzi     | Radoslav Rogina    | Marko Kump            | Francisco Colorado        | Hossein Alizadeh                 | Kolss-BDC              | Beijing Yanqing Innova            |
| 11                 | Mattia Gavazzi     | Radoslav Rogina    | Marko Kump            | Francisco Colorado        | Hossein Alizadeh                 | Kolss-BDC              | Beijing Yanqing Innova            |
| 12                 | Marko Kump         | Radoslav Rogina    | Marko Kump            | Francisco Colorado        | Hossein Alizadeh                 | Kolss-BDC              | Beijing Yanqing Innova            |
| 13                 | Mattia Gavazzi     | Radoslav Rogina    | Marko Kump            | Francisco Colorado        | Hossein Alizadeh                 | Kolss-BDC              | Beijing Yanqing Innova            |
| Classements finals | Classements finals | Radoslav Rogina    | Marko Kump            | Francisco Colorado        | Hossein Alizadeh                 | Kolss-BDC              | Beijing Yanqing Innova            |

## Liste des participants
- Liste de départ complète

| Légende                             | Légende                                                                                                  | Légende                                    | Légende                                                                                         |
| ----------------------------------- | --- | ------------------------------------------ | ----------------------------------------------------------------------------------------------- |
| Num                                 | Dossard de départ porté par le coureur sur ce Tour du lac Qinghai                                        | Pos                                        | Position finale au classement général                                                           |
| Leader du classement général        | Indique le vainqueur du classement général                                                               | Leader du classement par points            | Indique le vainqueur du classement par points                                                   |
| Leader du classement de la montagne | Indique le vainqueur du classement de la montagne                                                        | Leader du classement du meilleur Asiatique | Indique le vainqueur du classement du meilleur Asiatique                                        |
|                                     | Indique un maillot de champion national ou mondial, suivi de sa spécialité                               | #                                          | Indique la meilleure équipe                                                                     |
| NP                                  | Indique un coureur qui n'a pas pris le départ d'une étape, suivi du numéro de l'étape où il s'est retiré | AB                                         | Indique un coureur qui n'a pas terminé une étape, suivi du numéro de l'étape où il s'est retiré |
| HD                                  | Indique un coureur qui a terminé une étape hors des délais, suivi du numéro de l'étape                   |                                            |                                                                                                 |

| Lampre-Merida LAM                | Lampre-Merida LAM           | Lampre-Merida LAM |
| -------------------------------- | --------------------------- | ----------------- |
| Num                              | Coureur                     | Pos               |
| 1                                | Xu Gang (CHN)               | NP-3              |
| 2                                |                             |                   |
| 3                                | Chun Kai Feng (TPE) (Route) | 75e               |
| 4                                | Tsgabu Grmay (ETH) (Route)  | 10e               |
| 5                                | Ilia Koshevoy (BLR)         | 13e               |
| 6                                | Luka Pibernik (SLO) (Route) | 38e               |
| 7                                | Mattia Cattaneo (ITA)       | AB-1              |
| Directeur sportif : Bruno Vicino |                             |                   |

| Nippo-Vini Fantini NIP            | Nippo-Vini Fantini NIP    | Nippo-Vini Fantini NIP |
| --------------------------------- | ------------------------- | ---------------------- |
| Num                               | Coureur                   | Pos                    |
| 11                                | Manabu Ishibashi (JPN)    | 47e                    |
| 12                                | Genki Yamamoto (JPN)      | 57e                    |
| 13                                | Shiki Kuroeda (JPN)       | AB-7                   |
| 14                                | Nicolas Marini (ITA)      | AB-5                   |
| 15                                | Mattia Pozzo (ITA)        | 24e                    |
| 16                                | Antonio Viola (ITA)       | 93e                    |
| 17                                | Alessandro Malaguti (ITA) | 53e                    |
| Directeur sportif : Mario Manzoni |                           |                        |

| Southeast STH                      | Southeast STH           | Southeast STH |
| ---------------------------------- | ----------------------- | ------------- |
| Num                                | Coureur                 | Pos           |
| 21                                 | Jakub Mareczko (ITA)    | HD-3          |
| 22                                 | Liam Bertazzo (ITA)     | 52e           |
| 23                                 | Giorgio Cecchinel (ITA) | 12e           |
| 24                                 | Matteo Busato (ITA)     | 6e            |
| 25                                 | Giuseppe Fonzi (ITA)    | 88e           |
| 26                                 | Mirko Tedeschi (ITA)    | 41e           |
| 27                                 | Luca Wackermann (ITA)   | 23e           |
| Directeur sportif : Luca Amoriello |                         |               |

| RusVelo RVL                       | RusVelo RVL                | RusVelo RVL |
| --------------------------------- | -------------------------- | ----------- |
| Num                               | Coureur                    | Pos         |
| 31                                | Ivan Savitskiy (RUS)       | 20e         |
| 32                                | Igor Boev (RUS)            | 59e         |
| 33                                | Artur Ershov (RUS)         | AB-11       |
| 34                                | Alexander Evtushenko (RUS) | NP-11       |
| 35                                | Alexander Serov (RUS)      | 45e         |
| 36                                | Mamyr Stash (RUS)          | 104e        |
| 37                                | Alexey Kurbatov (RUS)      | 71e         |
| Directeur sportif : Alexei Markov |                            |             |

| Bike Aid BAI                           | Bike Aid BAI           | Bike Aid BAI |
| -------------------------------------- | ---------------------- | ------------ |
| Num                                    | Coureur                | Pos          |
| 41                                     | Mekseb Debesay (ERI)   | 58e          |
| 42                                     | Nikodemus Holler (GER) | 28e          |
| 43                                     | Maarten de Jonge (NED) | 26e          |
| 44                                     | Joschka Beck (GER)     | 84e          |
| 45                                     | Daniel Bichlmann (GER) | 74e          |
| 46                                     | Fabian Fritz (GER)     | AB-6         |
| 47                                     | Meron Amanuel (ERI)    | 86e          |
| Directeur sportif : Christiaan De Jong |                        |              |

| Amore & Vita-Selle SMP AMO           | Amore & Vita-Selle SMP AMO | Amore & Vita-Selle SMP AMO |
| ------------------------------------ | -------------------------- | -------------------------- |
| Num                                  | Coureur                    | Pos                        |
| 51                                   | Mattia Gavazzi (ITA)       | 60e                        |
| 52                                   | Paolo Lunardon (ITA)       | 82e                        |
| 53                                   | Marco Zamparella (ITA)     | 43e                        |
| 54                                   | Eugenio Bani (ITA)         | 49e                        |
| 55                                   | Uri Martins (MEX)          | 17e                        |
| 56                                   | Volodymyr Kogut (UKR)      | 61e                        |
| 57                                   | Yukinori Hishinuma (JPN)   | HD-4                       |
| Directeur sportif : Francesco Frassi |                            |                            |

| Kolss-BDC # KLS                       | Kolss-BDC # KLS                  | Kolss-BDC # KLS |
| ------------------------------------- | -------------------------------- | --------------- |
| Num                                   | Coureur                          | Pos             |
| 61                                    | Mykhailo Kononenko (UKR) (Route) | 15e             |
| 62                                    | Andriy Vasylyuk (UKR)            | 7e              |
| 63                                    | Oleksandr Polivoda (UKR)         | 5e              |
| 64                                    | Sergiy Lagkuti (UKR)             | NP-8            |
| 65                                    | Andriy Kulyk (UKR)               | 65e             |
| 66                                    | Błażej Janiaczyk (POL)           | 97e             |
| 67                                    | Adam Stachowiak (POL)            | HD-3            |
| Directeur sportif : Gennadii Skorenko |                                  |                 |

| Airgas-Safeway AIR             | Airgas-Safeway AIR      | Airgas-Safeway AIR |
| ------------------------------ | ----------------------- | ------------------ |
| Num                            | Coureur                 | Pos                |
| 71                             | Luis Lemus (MEX)        | 42e                |
| 72                             | Gerardo Medina (MEX)    | 91e                |
| 73                             | Kevin Gottlieb (USA)    | 96e                |
| 74                             | Matt Rodrigues (USA)    | NP-3               |
| 75                             | Connor McCutcheon (USA) | 27e                |
| 76                             | Justin Mauch (USA)      | 56e                |
| 77                             | Griffin Easter (USA)    | 39e                |
| Directeur sportif : Bart Bowen |                         |                    |

| Synergy Baku Project BCP           | Synergy Baku Project BCP    | Synergy Baku Project BCP |
| ---------------------------------- | --------------------------- | ------------------------ |
| Num                                | Coureur                     | Pos                      |
| 81                                 | Markus Eibegger (AUT)       | 32e                      |
| 82                                 | Maksym Averin (AZE) (Route) | 66e                      |
| 83                                 | Elchin Asadov (AZE)         | 62e                      |
| 84                                 | Ioánnis Tamourídis (GRE)    | 30e                      |
| 85                                 | Oleksandr Surutkovych (UKR) | AB-1                     |
| 86                                 | Matej Mugerli (SLO)         | 9e                       |
| 87                                 | Samir Jabrayilov (AZE)      | 50e                      |
| Directeur sportif : Tomaž Poljanec |                             |                          |

| Meridiana Kamen MKT                | Meridiana Kamen MKT               | Meridiana Kamen MKT |
| ---------------------------------- | --------------------------------- | ------------------- |
| Num                                | Coureur                           | Pos                 |
| 91                                 | Emanuel Kišerlovski (CRO) (Route) | 11e                 |
| 92                                 | Bruno Maltar (CRO)                | NP-9                |
| 93                                 | Filip Čengić (CRO)                | AB-1                |
| 94                                 | Enea Cambianica (SUI)             | 40e                 |
| 95                                 | Endi Širol (CRO)                  | HD-3                |
| 96                                 | Mateo Franković (CRO)             | HD-4                |
| 97                                 | Uroš Repše (SLO)                  | NP-13               |
| Directeur sportif : Vinko Polončič |                                   |                     |

| Navitas Satalyst Racing NSR      | Navitas Satalyst Racing NSR | Navitas Satalyst Racing NSR |
| -------------------------------- | --------------------------- | --------------------------- |
| Num                              | Coureur                     | Pos                         |
| 101                              | Wesley Sulzberger (AUS)     | 54e                         |
| 102                              | Ben O'Connor (AUS)          | 16e                         |
| 103                              | Kane Walker (AUS)           | 107e                        |
| 104                              | Theodore Yates (AUS)        | NP-3                        |
| 105                              | Mitchell Cooper (AUS)       | AB-7                        |
| 106                              | Matthew Leonard (AUS)       | 105e                        |
| 107                              | Grayson Napier (NZL)        | 101e                        |
| Directeur sportif : Jaimie Kelly |                             |                             |

| CK Banská Bystrica CKB             | CK Banská Bystrica CKB | CK Banská Bystrica CKB |
| ---------------------------------- | ---------------------- | ---------------------- |
| Num                                | Coureur                | Pos                    |
| 111                                | Martin Fraňo (SVK)     | AB-6                   |
| 112                                | Miroslav Debnár (SVK)  | 89e                    |
| 113                                | Lukáš Bátora (SVK)     | AB-6                   |
| 114                                | Tomáš Harag (SVK)      | 106e                   |
| 115                                | Ivan Viglaský (SVK)    | AB-9                   |
| 116                                | Jakub Vančo (SVK)      | AB-3                   |
| 117                                |                        |                        |
| Directeur sportif : Livia Hanesova |                        |                        |

| Parkhotel Valkenburg PVC       | Parkhotel Valkenburg PVC | Parkhotel Valkenburg PVC |
| ------------------------------ | ------------------------ | ------------------------ |
| Num                            | Coureur                  | Pos                      |
| 121                            | Marco Zanotti (ITA)      | 69e                      |
| 122                            | Bram Nolten (NED)        | NP-3                     |
| 123                            | Jasper Ockeloen (NED)    | NP-12                    |
| 124                            | Bob Schoonbroodt (NED)   | 76e                      |
| 125                            | Joris Blokker (NED)      | 80e                      |
| 126                            | James Judd (NZL)         | 63e                      |
| 127                            | Jaap Kooijman (NED)      | AB-7                     |
| Directeur sportif : Paul Tabak |                          |                          |

| Lupus Racing LRT                | Lupus Racing LRT         | Lupus Racing LRT |
| ------------------------------- | ------------------------ | ---------------- |
| Num                             | Coureur                  | Pos              |
| 131                             | Michael Olheiser (USA)   | NP-11            |
| 132                             | Thomas Vaubourzeix (FRA) | 8e               |
| 133                             | Kyle Murphy (USA)        | 51e              |
| 134                             | Evan Murphy (USA)        | 100e             |
| 135                             | Matthieu Jeannès (FRA)   | 44e              |
| 136                             | Nick Jowsey (NZL)        | AB-11            |
| 137                             | Winston David (USA)      | 98e              |
| Directeur sportif : Jason Kriel |                          |                  |

| Adria Mobil ADR                    | Adria Mobil ADR       | Adria Mobil ADR |
| ---------------------------------- | --------------------- | --------------- |
| Num                                | Coureur               | Pos             |
| 141                                | Marko Kump (SLO)      | 55e             |
| 142                                | Kristjan Fajt (SLO)   | 34e             |
| 143                                | Primož Roglič (SLO)   | 4e              |
| 144                                | Klemen Štimulak (SLO) | 72e             |
| 145                                | David Per (SLO)       | 79e             |
| 146                                | Domen Novak (SLO)     | 70e             |
| 147                                | Radoslav Rogina (CRO) | 1er             |
| Directeur sportif : Boštjan Mervar |                       |                 |

| RTS-Santic Racing RTS            | RTS-Santic Racing RTS     | RTS-Santic Racing RTS |
| -------------------------------- | ------------------------- | --------------------- |
| Num                              | Coureur                   | Pos                   |
| 151                              | Boris Shpilevsky (RUS)    | 99e                   |
| 152                              | Ilya Gorodnichev (RUS)    | 46e                   |
| 153                              | Vladimir Zagorodny (RUS)  | NP-5                  |
| 154                              | Tino Thömel (GER)         | AB-7                  |
| 155                              | Víctor Niño (COL)         | 37e                   |
| 156                              | Mario Alberto Rojas (COL) | 14e                   |
| 157                              | Hossein Alizadeh (IRI)    | 2e                    |
| Directeur sportif : Wen Chin Lin |                           |                       |

| HKSI HKS                        | HKSI HKS                 | HKSI HKS |
| ------------------------------- | ------------------------ | -------- |
| Num                             | Coureur                  | Pos      |
| 161                             | Cheung King Lok (HKG)    | 73e      |
| 162                             | Cheung King Wai (HKG)    | AB-8     |
| 163                             | Chan Chun Hing (HKG)     | 35e      |
| 164                             | Ko Siu Wai (HKG) (Route) | AB-8     |
| 165                             | Ho Burr (HKG)            | 95e      |
| 166                             | Chiu Ho San (HKG)        | 94e      |
| 167                             | Mow Ching Ying (HKG)     | 83e      |
| Directeur sportif : Wong Kam Po |                          |          |

| Beijing Yanqing Innova IAT   | Beijing Yanqing Innova IAT | Beijing Yanqing Innova IAT |
| ---------------------------- | -------------------------- | -------------------------- |
| Num                          | Coureur                    | Pos                        |
| 171                          | Yusup Abrekov (UZB)        | 36e                        |
| 172                          | Muradian Khalmuratov (UZB) | 31e                        |
| 173                          | Jakhongir Darmonov (UZB)   | 85e                        |
| 174                          | Akramjon Sunnatov (UZB)    | 67e                        |
| 175                          | Abdullojon Akparov (UZB)   | 19e                        |
| 176                          | Nikita Abramov (UZB)       | HD-3                       |
| 177                          |                            |                            |
| Directeur sportif : Yin Chao |                            |                            |

| China Hainan Yindongli-Wildto YDL | China Hainan Yindongli-Wildto YDL | China Hainan Yindongli-Wildto YDL |
| --------------------------------- | --------------------------------- | --------------------------------- |
| Num                               | Coureur                           | Pos                               |
| 181                               | Liu Jiankun (CHN)                 | 77e                               |
| 182                               | Yu Shi Jie (CHN)                  | AB-5                              |
| 183                               | Li Guanghui (CHN)                 | AB-3                              |
| 184                               | Liu Wei (CHN)                     | AB-5                              |
| 185                               | Yan Zhipeng (CHN)                 | AB-3                              |
| 186                               | Wang Xing (CHN)                   | HD-1                              |
| 187                               |                                   |                                   |
| Directeur sportif : Fu Bai        |                                   |                                   |

| China Continental of Gansu Bank GTQ | China Continental of Gansu Bank GTQ | China Continental of Gansu Bank GTQ |
| ----------------------------------- | ----------------------------------- | ----------------------------------- |
| Num                                 | Coureur                             | Pos                                 |
| 191                                 | Jiao Pengda (CHN)                   | 21e                                 |
| 192                                 | Yang Zeng Tao (CHN)                 | NP-6                                |
| 193                                 | Qi Junshan (CHN)                    | HD-3                                |
| 194                                 | Oscar Alexander Linares (COL)       | 29e                                 |
| 195                                 | Vladimir Lopez (COL)                | 22e                                 |
| 196                                 | Volodymyr Dyudya (UKR)              | 68e                                 |
| 197                                 | Artem Tesler (UKR)                  | 78e                                 |
| Directeur sportif : Weicheng Yan    |                                     |                                     |

| Ningxia Sports Lottery-Focus NFC | Ningxia Sports Lottery-Focus NFC | Ningxia Sports Lottery-Focus NFC |
| -------------------------------- | -------------------------------- | -------------------------------- |
| Num                              | Coureur                          | Pos                              |
| 201                              | Altanzul Altansukh (MGL) (Route) | 48e                              |
| 202                              | Maral-Erdene Batmunkh (MGL)      | 25e                              |
| 203                              | Munkhtulga Erdenesuren (MGL)     | 87e                              |
| 204                              | Xue Ming Xing (CHN)              | 81e                              |
| 205                              | Zhang Chunlong (CHN)             | 103e                             |
| 206                              | Qiao Feng (CHN)                  | 102e                             |
| 207                              | Francisco Colorado (COL)         | 3e                               |
| Directeur sportif : Li Xuan      |                                  |                                  |

| Qinghai Tianyoude TYD             | Qinghai Tianyoude TYD    | Qinghai Tianyoude TYD |
| --------------------------------- | ------------------------ | --------------------- |
| Num                               | Coureur                  | Pos                   |
| 211                               | Zhang Jinde (CHN)        | 92e                   |
| 212                               | Zhang Zhishan (CHN)      | 64e                   |
| 213                               | Wang Jiancai (CHN)       | AB-5                  |
| 214                               | Wu Shengjun (CHN)        | AB-4                  |
| 215                               | Edgar Nohales (ESP)      | 90e                   |
| 216                               | Norberto Wilches (COL)   | 33e                   |
| 217                               | Juan Pablo Wilches (COL) | 18e                   |
| Directeur sportif : Mao Shengming |                          |                       |